# Кянсуйське ідикутство
Кянсуйське (Ганьчжоуське) ідикутство — середньовічна уйгурська феодальна держава в Центральній Азії.

## Історія
Після розгрому Уйгурського каганату киргизами з 840 році низка родів (в подальшому відомі як жовті уйгури) рушило на південь. Невдовзівони оселилися у префектурі Гань, де 848 року за допомогу у війнах проти каганів Уге і Енянь отримали від танського імператора Сюань-цзуна статус союзного племені.
До 870 року сформувалася в якості державного утворення, зберігаючи залежність від імперії Тан. Нова внутрішня криза в імперії, що почалася у 874 році, сприяла розширенню самостійності ідикутства. У 881—882 роках загони уйгурів опанували префектурою Гань (частина сучасної провінції Ганьсу). У 894 році ідикутство звільнилося від танської залежності. В наступні роки відбувається розширення володінь в умовах подальшого занепаду імперії Тан.
У 910 році почалася війна з державою Цзіньшань, яке утворилося на місцеколишнього танського військового округа Гуї-і. У 911 році уйгури змусили Чжан Ченфена, тянцзі (володаря) Цзіньшаня, визнати свою зверхність. У 916 році нова династія в Цзіньшані — Цао — підтвердило угоду 911 року.
У 924 році післясмерті ідикута Ормузда починається боротьба за владу між його синами, де перемогу здобуває Адрук. Цим у 925 році скористалося Цзіньшаня, що скинуло залежність від Кянсуйського ідикутства. У 926 році було укладено між державами рівноправний мирний договір. В подальшому ідикути намагалися зберігати мирні відносини із сусідами.
У 961 році визнає зверхність імперії Сун, що спричинило політичне й військове напряження з Діннань цзєдуши. У 1003 році починає велика війна з тангутами. Спочатку успіх був на боці уйгурів. У 1008 році ідикутське військо знову завдало поразки військам Діннань цзєдуши. Але невдовзі ідикутство зазнало тяжкого удару від держави Ляо.
Проте у 1009 році ідикут Лушен захопив префектуру Лян.Наступногороку військаЛяо знову завдали поразки уйгурам. У 1010-х роках відбувається замирення з Ляо і Діннань цзєдуши
У 1020-х роках починаються новівійни з Ляо. Послабленням ідикутства користуються тангути, що 1028 року перейшли у наступ. Війна з перемінним успіхом тривала 8 років. У 1036 році Кянсуйське ідикутство було знищено державою Західна Ся.
Після цього уйгури мігрували на захід і оселилися між Дуньхуаном та Цайдамом. Їх нащадки сьогодні відомі як західні уйгури.

## Територія
Охоплювала землі Чжан'є, Увей, Цзюцюань, Ланьчжоу, західний район сучасного Нінся.

## Устрій
На чолі стояв ідикут або ідук-кут (варіанти перекладу — «святе багатство»; «слава»; «володар удачі») з уйгурської династії Едіз або Яглакар. Втім можливо це був духовний титул, а політичним або військовим — каган (часто — шуньхуа-каган).

### Ідикути
- Ормузд (Хуайцзянь) (894—924)
- Адрук (924—933)
- Цзінцюн (933—975)
- Більге (Мілі'е) (975—983)
- Лушен (983—1003)
- Гуйхуа (1003—1016)
- Туньшунь (1016—1023)
- Гуйчжун (1023—1028)
- Баого (1028—1036)

## Економіка
Основу становили ремісництво і скотарство, частково землеробство. У значній кількості вирожували коней, верблюдів, овець, велику рогату худобу. Уйгури були майстрами обробки шкір, виготовлення з них одягу та взуття. З огляду на розташування певнеизначення мала посередницька торгівля.

## Культура
Основною релігією був буддизм, частково маніхейство.